# 1984 في الأرجنتين
فيما يلي قوائم الأحداث التي وقعت خلال عام 1984 في الأرجنتين.

## رياضة
- 1 يناير – دوري الدرجة الأولى الأرجنتيني 1984 الفائز فيرو كاريل أويستي.

## مواليد

### يناير
- 1 يناير – بابلو فاسكيز لاعب كرة قدم أرجنتيني.[1]
- 1 يناير – روبن سامبويزا لاعب كرة قدم أرجنتيني.[2]
- 1 يناير – كارين سوزا عازفة جاز أرجنتينية.[3]
- 3 يناير – نوربيرتو باباراتو لاعب كرة قدم أرجنتيني.[4]
- 5 يناير – دييغو غوميز لاعب كرة قدم أرجنتيني.[5]
- 7 يناير – خافيير كابيلي لاعب كرة قدم أرجنتيني.
- 7 يناير – مارسيلو بوش لاعب اتحاد رغبي أرجنتيني.
- 9 يناير – سيرجيو دانيال بونس لاعب كرة قدم أرجنتيني.[6]
- 10 يناير – باولو روزاليس لاعب كرة قدم أرجنتيني.[7]
- 15 يناير – اليخاندرو آبادي لاعب كرة قدم أرجنتيني.
- 16 يناير – أوسكار ألتاميرانو لاعب كرة قدم أرجنتيني.[8]
- 16 يناير – بابلو باتالا لاعب كرة قدم أرجنتيني.[9]
- 18 يناير – ليوناردو بيسكوليتشي لاعب كرة قدم أرجنتيني.[10]
- 19 يناير – سيليست سيد ممثلة أرجنتينية.[11]
- 19 يناير – ميغيل مارتينيز لاعب كرة قدم أرجنتيني.[12]
- 19 يناير – نيكولاس باريخا لاعب كرة قدم أرجنتيني.[13]
- 20 يناير – كارلوس سوتو لاعب كرة قدم أرجنتيني.[14]
- 23 يناير – الكسيس كاسترو لاعب كرة قدم أرجنتيني.[15]
- 23 يناير – خيرمان مونتويا لاعب كرة قدم أرجنتيني.
- 26 يناير – روبين مارسيلو غوميز لاعب كرة قدم أرجنتيني.[16][16]
- 26 يناير – لياندرو بيسيرا لاعب كرة قدم أرجنتيني.[17]
- 27 يناير – ميغيل سباستيان غارسيا لاعب كرة قدم أرجنتيني.[18]
- 29 يناير – كريستيان روسو مُجدّف أرجنتيني.[19]
- 30 يناير – جوناثان فيكتور باروس ملاكم أرجنتيني.

### فبراير
- 1 فبراير – جولييان كازانوفا
- 3 فبراير – لوكاس كوريا لاعب كرة قدم أرجنتيني.[20]
- 4 فبراير – بابلو ليديسما لاعب كرة قدم أرجنتيني.[21]
- 5 فبراير – كارلوس تيفيز لاعب كرة قدم أرجنتيني.[22]
- 5 فبراير – ماركوس دياز لاعب كرة قدم أرجنتيني.[23]
- 8 فبراير – لوكاس سواريز لاعب كرة قدم أرجنتيني.[24]
- 18 فبراير – خوان كارلوس مينسيغيز لاعب كرة قدم أرجنتيني.[25]
- 18 فبراير – غونزالو غارسيا لاعب اتحاد الرغبي إيطالي.
- 18 فبراير – مارسيلو باروفيرو لاعب كرة قدم أرجنتيني.[26][26]
- 19 فبراير – ايمانويل خيمينيز لاعب كرة قدم أرجنتيني.[27]
- 21 فبراير – روبرتينو جابريل بوجليارا لاعب كرة قدم أرجنتيني.[28]
- 24 فبراير – براين دابيول لاعب كرة مضرب أرجنتيني.
- 24 فبراير – فابريسيو لينسي لاعب كرة قدم أرجنتيني.[29]

### مارس
- 1 مارس – كلاوديو بيلار لاعب كرة قدم أرجنتيني.[30]
- 2 مارس – روبرتو بولونتي
- 2 مارس – ماركوس باريرا لاعب كرة قدم أرجنتيني.[31]
- 2 مارس – هيكتور سالديفيا
- 7 يناير – مارسيلو بوش لاعب اتحاد رغبي أرجنتيني.
- 10 مارس – بابلو غابريل توريس لاعب كرة قدم أرجنتيني.[32]
- 11 مارس – فرناندو باتيست لاعب كرة قدم أرجنتيني.[33]
- 14 مارس – والتر غارسيا لاعب كرة قدم أرجنتيني.[34]
- 18 فبراير – مارسيلو باروفيرو لاعب كرة قدم أرجنتيني.[26][26]
- 18 مارس – أنابيل مغنية يابانية.
- 21 مارس – هوراسيو راميريز لاعب كرة قدم أرجنتيني.[35]
- 26 يناير – روبين مارسيلو غوميز لاعب كرة قدم أرجنتيني.[16][16]
- 27 مارس – خوان جوميز لاعب رغبي أرجنتيني.
- 29 مارس – خوان موناكو لاعب كرة مضرب أرجنتيني.
- 30 مارس – فيكتور إميليو راميريز ملاكم أرجنتيني.
- 30 مارس – لوكاس مولينا لاعب كرة قدم أرجنتيني.[36]
- 30 مارس – ماركوس أغيري لاعب كرة قدم أرجنتيني.[37]
- 31 مارس – لياندرو زاريت لاعب كرة قدم أرجنتيني.[38]

### أبريل
- 2 أبريل – خيرمان لاورو[39]
- 2 أبريل – ماتياس روسي
- 3 أبريل – خوسي ماريا باسانتا لاعب كرة قدم أرجنتيني.[40]
- 3 أبريل – ماكسي لوبيز لاعب كرة قدم أرجنتيني.[41]
- 6 أبريل – فيديريكو غارسيا لاعب كرة قدم أرجنتيني.[42]
- 10 أبريل – غونزالو خافيير رودريغيز لاعب كرة قدم أرجنتيني.[43]
- 13 أبريل – دانيال غوستافو رويز لاعب كرة قدم أرجنتيني.
- 14 أبريل – والتر مونتيلا لاعب كرة قدم أرجنتيني.[44]
- 17 أبريل – بابلو ألفاريز لاعب كرة قدم أرجنتيني.[45]
- 20 أبريل – استيبان غارسيا لاعب كرة قدم أرجنتيني.[46]
- 21 أبريل – جينيفر دالغرين رامية مطرقة أرجنتينية.[47]
- 23 أبريل – كارلوس دي جيورجي لاعب كرة قدم أرجنتيني.[48]

### مايو
- 6 مايو – خوان بابلو كاريزو لاعب كرة قدم أرجنتيني.[49]
- 16 مايو – داريو سفيتانيتش لاعب كرة قدم أرجنتيني.[50]
- 19 مايو – خيسوس داتولو لاعب كرة قدم أرجنتيني.[51]
- 20 مايو – لوتشيانو ليونيل كويلو ملاكم أرجنتيني.
- 30 مايو – خوان بابلو بيريرا لاعب كرة قدم أرجنتيني.[52]
- 31 مايو – ماورو بوغادو لاعب كرة قدم أرجنتيني.

### يونيو
- 3 يونيو – ماريو فيجا لاعب كرة قدم أرجنتيني.[53]
- 4 يونيو – هيرنان بيليرانو لاعب كرة قدم أرجنتيني.[54]
- 8 يونيو – خافيير ماسكيرانو لاعب كرة قدم أرجنتيني.[55]
- 11 يونيو – كرستيانو رونالدو كلوغ لاعبة كرة طائرة أرجنتينية.
- 12 يونيو – أدريان هوراسيو غوميز لاعب كرة قدم أرجنتيني.[56]
- 14 يونيو – هيرنان فرنانديز لاعب كرة قدم أرجنتيني.
- 15 يونيو – نيكولاس أليخاندرو كابريرا لاعب كرة قدم أرجنتيني.
- 20 يونيو – جورج اورتيز لاعب كرة قدم أرجنتيني.[57]
- 20 يونيو – نيكولاس مارتينيز لاعب كرة قدم أرجنتيني.
- 21 يونيو – اليخاندرو بيخارانو[58]
- 24 يونيو – اوسفالدو ميراندا لاعب كرة قدم أرجنتيني.[59]

### يوليو
- 7 يوليو – خوان بابلو لوبيز لاعب كرة قدم أرجنتيني.
- 7 يوليو – مارتين مانتوفاني لاعب كرة قدم أرجنتيني.[60]
- 20 يوليو – دانييل مونلور لاعب كرة قدم أرجنتيني.[61]
- 20 يوليو – غونزالو روبين بيرغيسيو لاعب كرة قدم أرجنتيني.[62]
- 26 يوليو – بابلو خيريز لاعب كرة قدم أرجنتيني.[63]
- 27 يوليو – ماريانو باربوسا لاعب كرة قدم أرجنتيني.[64]

### أغسطس
- 1 أغسطس – أوقستو ألفاريز لاعب كرة قدم أرجنتيني.
- 1 أغسطس – خيسوس منديز لاعب كرة قدم أرجنتيني.[65]
- 2 أغسطس – دانيال مصطفى لاعب كرة قدم أرجنتيني.[66]
- 6 أغسطس – غونزالو زاريت لاعب كرة قدم أرجنتيني.[67]
- 8 أغسطس – بريندا جانديني ممثلة أرجنتينية.[68]
- 18 أغسطس – برونو أوسكار كازانوفا لاعب كرة قدم أرجنتيني.
- 20 أغسطس – خواكين لاريفي لاعب كرة قدم أرجنتيني.[69]
- 28 أغسطس – غونزالو كاماتشو لاعب رغبي أرجنتيني.

### سبتمبر
- 8 سبتمبر – دييغو ليوناردو مارتينيز لاعب كرة قدم أرجنتيني.
- 13 سبتمبر – بابلو أغيلار لاعب كرة قدم أرجنتيني.[70]
- 14 سبتمبر – جوناثان بوتينيلي لاعب كرة قدم أرجنتيني.[71]
- 15 سبتمبر – ألكسيس برافو لاعب كرة قدم أرجنتيني.[72]
- 17 سبتمبر – ماريا كارلا ألفاريز درّاجة طريق أرجنتينية.
- 19 سبتمبر – سيباستيان ماتوس لاعب كرة قدم أرجنتيني.[73]
- 20 سبتمبر – بيلين رودريغيز[74]
- 22 سبتمبر – خواكين إستيفيه لاعب غولف أرجنتيني.
- 23 سبتمبر – غابرييل بينالبا لاعب كرة قدم أرجنتيني.[75]
- 25 سبتمبر – ماتياس سيلفيستري لاعب كرة قدم أرجنتيني.[76]
- 26 سبتمبر – بابلو فونتانيلو لاعب كرة قدم أرجنتيني.[77]
- 30 سبتمبر – خوان بابلو كافا لاعب كرة قدم أرجنتيني.[78]

### أكتوبر
- 1 أكتوبر – لياندرو غيودا لاعب كرة قدم أرجنتيني.[79]
- 5 أكتوبر – غاستون سانغوي لاعب كرة قدم أرجنتيني.[80]
- 7 أكتوبر – ماتياس كوردوبا لاعب كرة قدم أرجنتيني.[81]
- 7 أكتوبر – نيستور أورتيغوزا لاعب كرة قدم باراغواياني.[82]
- 13 أكتوبر – ليونيل نونيز لاعب كرة قدم أرجنتيني.
- 13 أكتوبر – ماتياس بيريز غارسيا لاعب كرة قدم أرجنتيني.[83]
- 17 أكتوبر – حزقيال بابلو ريال لاعب كرة قدم أرجنتيني.[84]
- 30 أكتوبر – فيديريكو ليون لاعب كرة قدم أرجنتيني.[85]

### نوفمبر
- 4 نوفمبر – فرناندو منديز لاعب كرة قدم أرجنتيني.[86]
- 13 نوفمبر – لوكاس باريوس لاعب كرة قدم أرجنتيني.[87]
- 14 نوفمبر – غونزالو مارونكل لاعب كرة قدم أرجنتيني.[88]
- 15 نوفمبر – ماكسيميليانو كافالوتي لاعب كرة قدم أرجنتيني.[89]
- 26 نوفمبر – حزقيال مانويل كوبو لاعب كرة قدم أرجنتيني.[90]

### ديسمبر
- 1 ديسمبر – غابرييلا بست مُجدّفة أرجنتينية.[91]
- 1 ديسمبر – ماتياس ري لاعب هوكي حقل أرجنتيني.
- 1 ديسمبر – ولتر ساؤول أندرادي لاعب كرة قدم أرجنتيني.[92]
- 3 ديسمبر – خوان بابلو فرانسيا لاعب كرة قدم أرجنتيني.[93]
- 3 ديسمبر – رامون فرنانديز لاعب كرة قدم أرجنتيني.[94]
- 14 ديسمبر – بابلو ميراندا لاعب كرة قدم أرجنتيني.[95]
- 18 ديسمبر – انتونيو ميدينا لاعب كرة قدم أرجنتيني.[96]
- 23 ديسمبر – ماتياس خيمينيز لاعب كرة قدم أرجنتيني.[97]
- 27 ديسمبر – خوسيه لويس غونزاليس

## وفيات

### يناير
- 1 يناير – ليوبولدو ليديسما (مواليد 1903) رياضي أرجنتيني.

### أبريل
- 23 أبريل – فيسنتي سولانو ليما (مواليد 1901) سياسي أرجنتيني.

### يوليو
- 1 يوليو – فيكتور أفيناندو (مواليد 1907) ملاكم أرجنتيني.

### أكتوبر
- 16 أكتوبر – روزيتا كيروغا (مواليد 1901)

### ديسمبر
- 8 ديسمبر – ماري تيران دي ويس (مواليد 1918) لاعبة كرة مضرب أرجنتينية.